# Градина (Дервента)
Градина (серб. Градина, хорв. Gradina) — населенный пункт (деревня) в общине Дервента, который принадлежит энтитету Республике Сербской, Босния и Герцеговина. По результатам югославской переписи населения 1991 года в Градине проживало 418 человек.

## Население
В населении деревни подавляющее большинство составляют хорваты.
| 1991                           | - | - | - | - | - | - |
| ------------------------------ | - | - | - | - | - | - |
| 418                            | - | - | - | - | - | - |
| Гистограмма динамики населения |   |   |   |   |   |   |

### Национальный состав
1991 год:
- сербы — 0 человек (0,00 %);
- хорваты — 416 человек (99,52 %);
- югославы — 1 человек (0,24 %);
- мусульмане — 0 человек (0,00 %);
- другие — 1 человек (0,24 %).